# Modern IN
Modern IN – elektryczny samochód osobowy klasy kompaktowej produkowany przez chińskie przedsiębiorstwo Modern Auto od 2021 roku.

## Historia i opis modelu

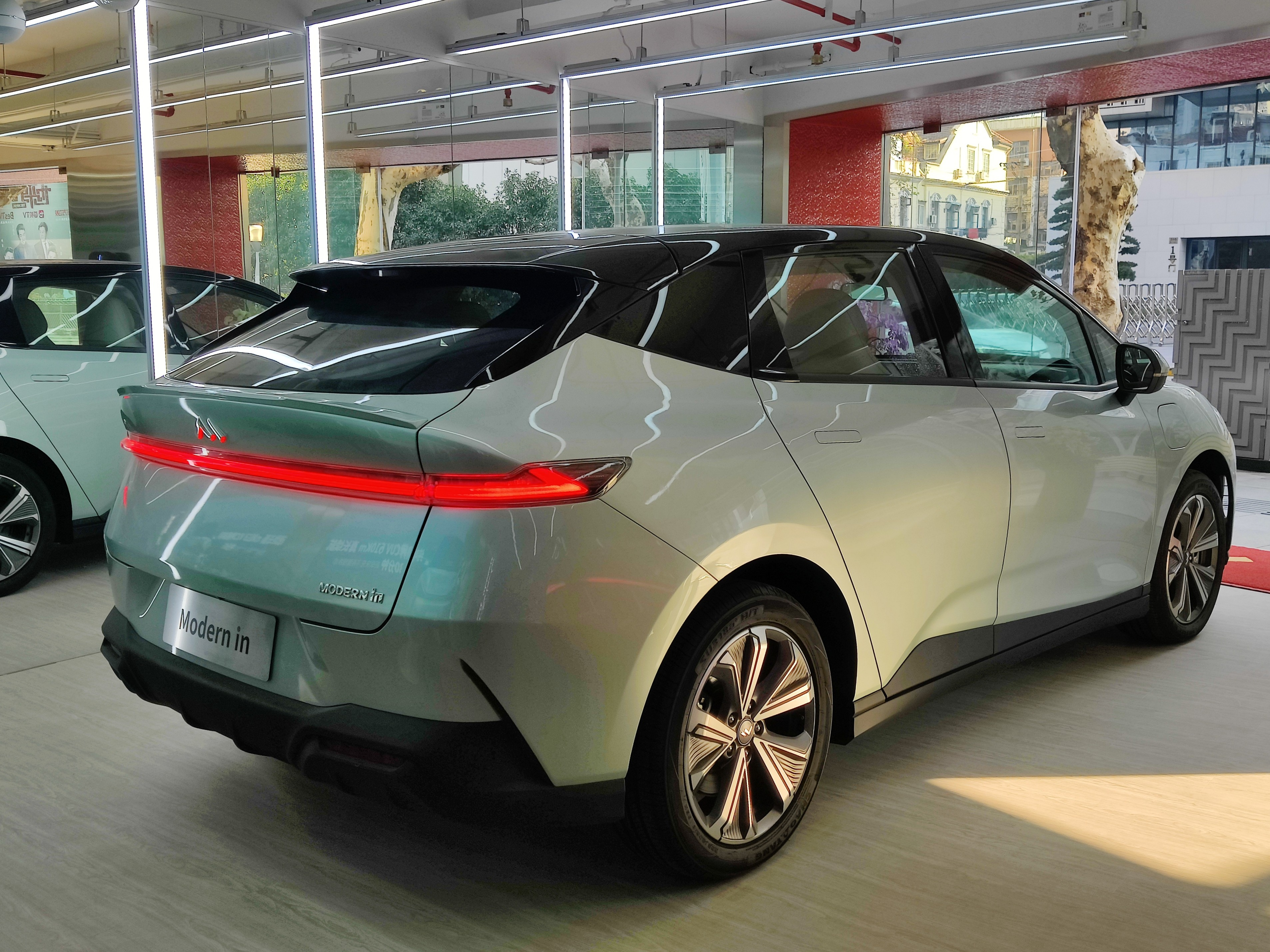
Modern IN - tył

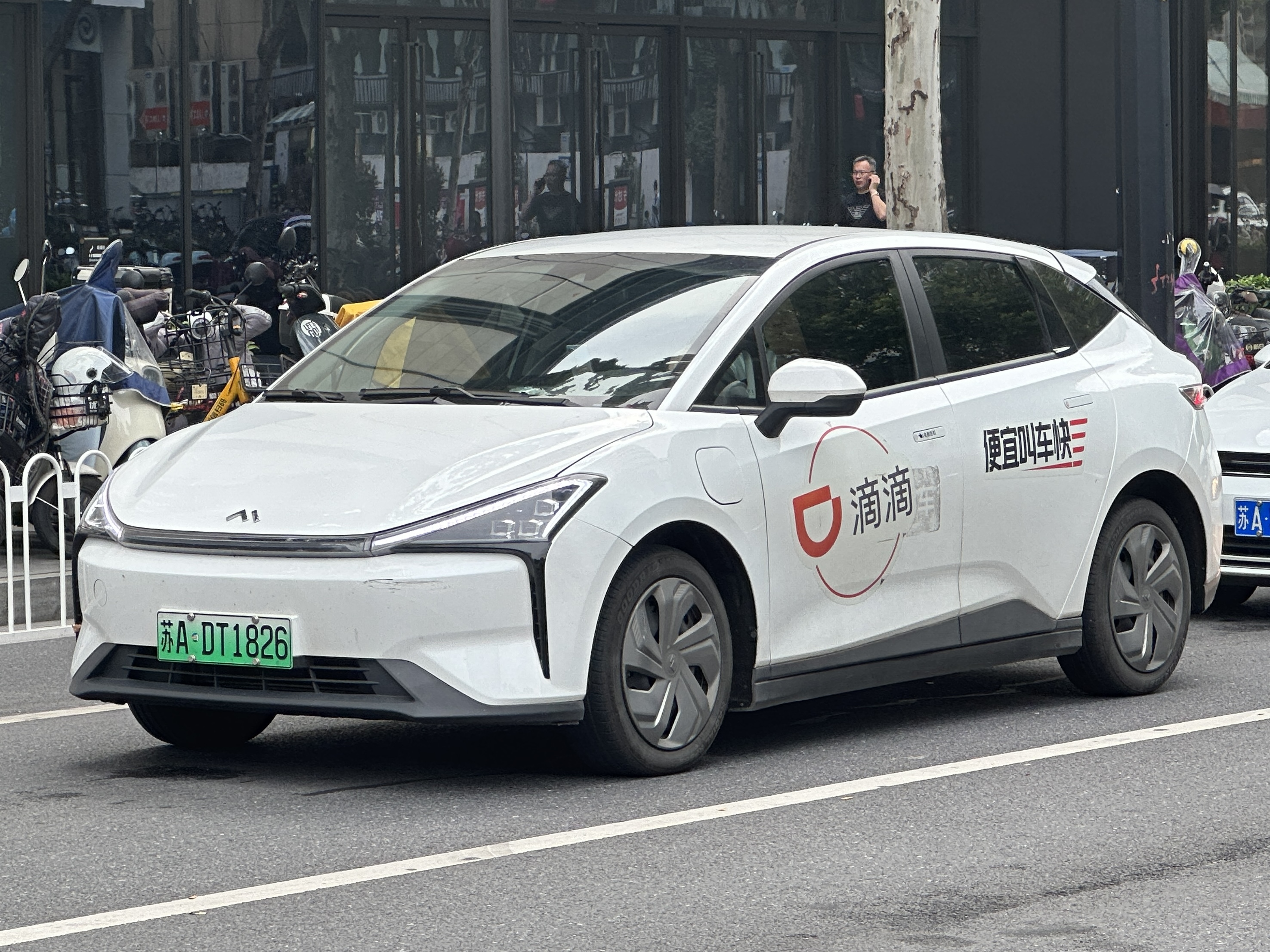
Modern IN jako taksówka

W październiku 2020 roku chiński startup Modern Auto przedstawił wstępne informacje na temat swojego pierwszego modelu samochodu, który wówczas otrzymał nazwę Modern A. Zawarto wówczas fotografie dokumentujące logo firmowe firmy Modern, wygląd zewnętrzny, jak i wewnętrzny, wraz ze wstępnymi informacjami na temat zasięgu układu elektrycznego.
Kolejne informacje na temat pojazdu przedstawiono w lutym 2021 roku, ujawniając jednocześnie, że producent planuje konkurować w klasie kompaktowych elektrycznych hatchbacków na czele z Volkswagenem ID.3. Podobnie jak on, samochód przyjął obłe proporcje z dużą powierzchnią przeszkloną, z zewnątrz wyróżniając się pasami oświetlenia wykonanego w technologii LED, agresywnie stylizowanymi reflektorami i dwubarwnym malowaniem nadwozia.
Pełne informacje na temat modelu gotowego do sprzedaży przedstawiono w maju 2021 roku, jednocześnie ogłaszając, że dystrybucja będzie odbywać się ostatecznie pod nazwą Modern IN.
Poza szczegółową specyfikacją techniczną, przedstawiono także elementy wyposażenia, wśród których znalazły się chowane klamki zewnętrzne, a także możliwość poruszania się na drugim poziomie jazdy autonomicznej. Kabina pasażerska została utrzymana w minimalistyczno-cyfrowym wzornictwie, charakteryzując się dwoma wąskimi wyświetlaczami dla kierowcy i pasażera i dużym, dotykowym umieszczonym centralnie.

### Sprzedaż
Sprzedaż oraz produkcja Modern IN rozpoczeła się w drugiej połowie 2021 roku, z ograniczeniem do rodzimego rynku chińskiego. Producent zechciał uatrakcyjnić "IN" wobec nabywców dzięki szerokiemu zakresowi konfiguracji wariantów wyposażenia pojazdu.

### Dane techniczne
Modern IN napędzany jest przez silnik elektryczny o mocy 163 KM i maksymalnym momencie obrotowym 280 Nm, co pozwala na rozpędzenie się do 100 km/h w 7,9 sekundy. Do wyboru nabywcy uzyskali dwa typy baterii: o pojemności 53 kWh zapewniającej maksymalny zasięg ok. 400 kilometrów oraz 80 kWh pozwalającej na przejechanie do 600 kilometrów na jednym ładowaniu, w obu przypadkach według normy pomiarowej NEDC.